# Гордана Тимотијевић
Гордана Тимотијевић  (Краљево, 1954) српска је књижевница за децу. Пише роман, песме и приче, а њена дела су заступљене у разним антологијама, изборима и читанкама. Добитница је бројних награда и признања за свој књижевни рад.

## Биографија
Гордана Тимотијевић је рођена 1954. године у Краљеву. Дипломирала је на групи за немачки језик и књижевност Филолошког факултета у Београду.
С немачког језика на српски превала Уметност доколице Хермана Хесеа, Господар лопова и Срце од мастила Корнелија Функе, Мала вештица Отфрид Пројслер и многе друге.
Ради као уредник у издавачкој делетности Библиотеке „Стефан Првовенчни” у Краљаву.

## Награда
Гордана Тимотијевић добитник је бројних награде:
- Награда Сребрно Гашино перо (2002. и 2010.),
- Награда Змајевих дечјих игара за стваралачки допринос савременом изразу у књижевности за децу (2007),
- Награда Гордана Брајовић (2010),
- Невенова награда (2010.),
- Награда „Раде Обреновић” (2012.),
- Награда „Златно Гашино перо” (2013.),
- Награда „Гомионица”, Сајма књига у Бањалуци за најбољу књигу за децу (2013.)
- Награда „Доситејево перо” (2018.)
- Награда „Момчило Тешић” (2018.)[5]
- Повеља „Наиса” (2023.)[6]